# Sybren van Tuinen

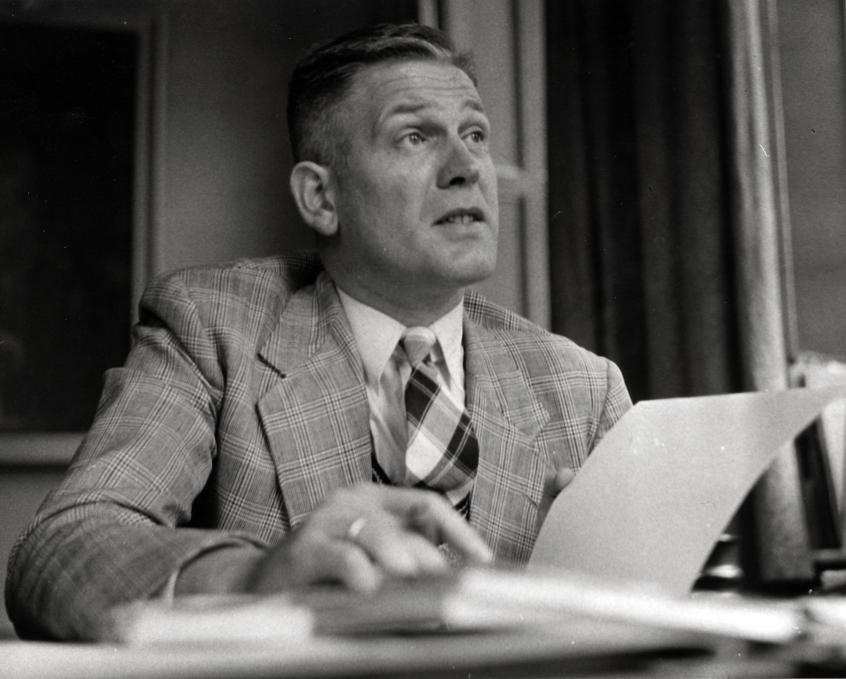
Drs. S. van Tuinen (1953)

Sybren van Tuinen (Sexbierum, 5 maart 1913 – Hattem, 29 april 1993) was een Nederlands politicus van de ARP.
Hij werd geboren als zoon van Pieter van Tuinen (1883-1961; onderwijzer) en Dirkje Brouwer (1882-19??). Sybren van Tuinen heeft geschiedenis gestudeerd aan de Vrije Universiteit Amsterdam en werd in 1940 docent aan de hbs in Leeuwarden. Hij was voor een deel van Friesland districtscommandant van de Ordedienst. Na de bevrijding was Van Tuinen eerst waarnemend burgemeester van Bolsward en daarna was hij van 1946 tot 1970 burgemeester van Dokkum. Daarnaast was hij vanaf 1950 twintig jaar lid van de Provinciale Staten van Friesland en was hij vanaf september 1969 ruim anderhalf jaar Eerste Kamerlid. Eind 1970 werd Van Tuinen de burgemeester van Kampen wat hij tot zijn pensionering in 1978 zou blijven. Hij is in 1993 op 80-jarige leeftijd overleden. Zijn schoonvader Syds Lieuwes Sijtsma is eveneens burgemeester en Eerste Kamerlid geweest.
- Biografisch Portaal: 84177811
- Digitale Bibliotheek voor de Nederlandse Letteren: tuin017
- International Standard Name Identifier: 0000 0003 8918 9403
- Nederlandse Thesaurus van Auteursnamen: 069362416
- Parlement.com: vg09llhe5uxt
- Virtual International Authority File: 282559696
- WorldCat: E39PBJpytWXPXXj79qRHV88Bfq